# Maltzahn (Familienname)
Maltzahn bzw. Maltzan ist ein deutscher Familienname.

## Namensträger
- Adolf Georg Otto von Maltzan (1877–1927), deutscher Diplomat, Leiter der Ostabteilung des Auswärtigen Amtes
- Albrecht von Maltzahn (1821–1877), deutscher Rittergutsbesitzer
- Andreas von Maltzahn (* 1961), mecklenburgischer Landesbischof
- August von Maltzan (1823–1878), Standesherr und Mitglied des Preußischen Herrenhauses
- Axel von Maltzahn (Landrat, 1808) (1808–1841), deutscher Verwaltungsjurist und Landrat
- Axel von Maltzahn (General, 1849) (1849–1928), preußischer Generalmajor
- Axel von Maltzahn (Landrat, 1868) (1868–1931), Landrat des Kreises Grimmen
- Axel Albrecht von Maltzahn (1693–1781), Herr auf Kummerow, preußischer Landrat, Erblandmarschall von Pommern
- Bernd von Maltzan (vor 1474–1525), pommerscher Raubritter
- Berndt-Joachim von Maltzahn (1903–1964), deutscher Offizier, Träger des Ritterkreuzes des Eisernen Kreuzes
- Bernhard Johann von Maltzan (1820–1905), Exzellenz, Oberlandesgerichtsrat, erster Schüler des Pädagogium Putbus 1836
- Burchard Friedrich von Maltzahn (1773–1837), Herr auf Duchow, Herzberg und Lenchow; preußischer geheimer Rat und Hofmarschall
- Carl Albrecht Helmuth von Maltzahn (1766–1832), preußischer Kriegs- und Domänenrat, Landrat und Generallandschaftsrat
- Caroline Freifrau von Maltzahn (1799–1855), Vorbild für Fontanes Gräfin Christine Holk in seinem Roman „Unwiederbringlich“ (1891)
- Christian von Maltzahn (1956–1997), Verleger, Redakteur und Mitbegründer des Bruno Gmünder Verlages
- Curt von Maltzahn (1849–1930), Konteradmiral, Seekriegstratege, Militärhistoriker
- Dietrich Christoph Gustav von Maltzahn (1726–1775), preußischer Landrat
- Elisabeth von Maltzahn (1868–1945), Schriftstellerin
- Falk von Maltzahn (* 1938), deutscher Jurist und ehemaliger Richter am Bundesgerichtshof
- Ferdinand von Maltzan (1778–1849), Reichsfreiherr zu Wartenberg und Penzlin, Erblandmarschall des Fürstentums Wenden
- Friedrich von Maltzan (Landrat) (1783–1864), mecklenburgischer Landrat
- Friedrich von Maltzahn (Politiker) (1807–1888), mecklenburgischer Gutsbesitzer und Politiker
- Friedrich von Maltzan (General, 1838) (1838–1914), preußischer Generalleutnant und mecklenburgisch-strelitzscher Oberhofmarschall
- Friedrich von Maltzahn (General, 1848) (1848–1907), preußischer General der Kavallerie, Generaladjutant von Friedrich Franz III.
- Georg von Maltzahn (1572–1620), Erblandmarschall von Pommern, Erbherr auf Kummerow, Osten, Vanselow
- Georg von Maltzan (* 1953), Admiral der Deutschen Marine
- Günther von Maltzahn (1910–1953), ehemaliger Jagdflieger der deutschen Luftwaffe
- Gustav Robert von Maltzahn (1807–1882), deutscher Jurist und Mitglied der Frankfurter Nationalversammlung
- Hans-Adalbert von Maltzahn (1894–1934), deutscher Kulturjournalist
- Hans Albrecht von Maltzahn (1934–2020), deutscher Polospieler
- Hans Dietrich von Maltzahn (1725–1757), deutscher Diplomat
- Hans Jaspar von Maltzahn (1869–1929), deutscher Politiker
- Hans Ludwig von Maltzahn (1837–1899), deutscher Rittergutsbesitzer und Politiker, MdR
- Hans Albrecht von Maltzan (1754–1825), oldenburgischer Diplomat und Regierungspräsident
- Helmuth von Maltzahn (Oberpräsident) (1840–1923), preußischer Offizier und Politiker (Deutsch-Konservative Partei)
- Helmuth von Maltzahn (Verwaltungsjurist) (1870–1959), deutscher Verwaltungsjurist und Gutsbesitzer
- Helmuth Dietrich von Maltzahn (1761–1826), preußischer Generalmajor
- Hellmuth von Maltzahn (1900–1966), deutscher Goethe-Forscher und Museumsdirektor
- Hermann von Maltzan (Bischof) (vor 1299–1322), deutscher Geistlicher, Bischof von Schwerin
- Hermann von Maltzan (Forschungsreisender) (1843–1891), deutscher Forschungsreisender und Dichter
- Jacqueline Maltzahn-Redling (* 1966), deutsche Kunsthistorikerin, Kulturmanagerin und Museumsdirektorin
- Joachim Andreas von Maltzan, Freiherr zu Wartenberg (1707–1786), preußischer Gesandter und Kabinettsminister
- Joachim Carl von Maltzan (1733–1813), preußischer Minister und Gesandter
- Joachim von Maltzan (1492–1556), Reichsfreiherr zu Wartenberg und Penzlin, kaiserlicher Feldmarschall
- Julius von Maltzan (1812–1896), mecklenburgischer Gutsherr, Politiker, Publizist und Klosterhauptmann (1854–1866) im Kloster Dobbertin
- Karl von Maltzahn (1797–1868), preußischer Oberlandstallmeister und Landrat des Landkreises Demmin
- Katrin von Maltzahn (* 1964), deutsche Professorin, Malerin und Grafikerin
- Ludolf von Maltzan (1864–1942), deutscher Gutsbesitzer, Politiker, Mitglied des Deutschen Reichstags
- Maria Gräfin von Maltzan (1909–1997), deutsche Biologin, Tierärztin und Widerstandskämpferin gegen das Nazi-Regime
- Mortimer von Maltzahn (1793–1843), preußischer Diplomat, Außenminister
- Nina von Maltzahn (1941–2022), US-amerikanische Mäzenin
- Otto Julius von Maltzan (1812–1896), Reichsfreiherr zu Wartenberg und Penzlin
- Paul Freiherr von Maltzahn (1945–2018), deutscher Diplomat
- Ronja Maltzahn (* 1993), deutsche Musikerin
- Rudolf von Maltzahn (Politiker, 1794) (1794–1868), deutscher Gutsherr und Politiker, MdL Preußen
- Rudolf von Maltzahn (Politiker, 1834) (1834–1885), deutscher Rittergutsbesitzer und Politiker, MdR
- Viktor von Maltzahn (1823–1901), Erblandmarschall von Alt-Vorpommern und Mitglied des preußischen Herrenhaus
- Vollrath von Maltzan (1899–1967), Diplomat, 1955–1958 Botschafter der Bundesrepublik in Frankreich
- Wendelin von Maltzahn (1815–1889), deutscher Literaturforscher
- Wilhelm von Maltzan (1854–1933), deutscher Rittergutsbesitzer, Reichstagsabgeordneter